# Barendrechtse haven
De Barendrechtse Haven is een kleine haven aan de Nieuwe Maas, tussen de Sluisjesdijk en de Kortenoordsehaven.
Voor de aanleg van de Waalhaven was het met de speciaal daartoe gegraven vliet en de Koedood een afwateringsverbinding voor Oost- en West-Barendrecht.